# Gabriel Kotliar
Gabriel Kotliar (* 26. Februar 1957 in Argentinien) ist ein US-amerikanischer Festkörperphysiker.
Kotliar studierte an der Hebrew University mit dem Bachelor-Abschluss 1979 und dem Master-Abschluss 1980 und wurde 1983 an der Princeton University bei Philip Warren Anderson promoviert. Als Post-Doktorand war er bis 1985 am Institute of Theoretical Physics der University of California, Santa Barbara. 1985 wurde er Assistant Professor am Massachusetts Institute of Technology und 1988 Associate Professor und 1992 Professor an der Rutgers University. Dort ist er Board of Governors Professor.
1991 bis 1998 war er Berater des Los Alamos National Laboratory und 1988 bis 1997 der Bell Laboratories.
Aufbauend auf der Arbeit von Dieter Vollhardt und Walter Metzner entwickelte er mit Antoine Georges an der Rutgers University die Dynamical Mean-Field Theory (DMFT), einer Version der Molekularfeldtheorie zur Behandlung stark korrelierter Elektronensysteme. Er forschte über Mott-Übergänge, Hochtemperatursupraleiter (HTS), elektronische Struktur von Übergangsmetall-Oxiden, Lanthanoiden und Actinoiden und allgemein der Entwicklung von ab initio Methoden der Vorhersage der physikalischen Eigenschaften von Materialien (DMFT mit Erweiterungen zum Beispiel durch Einbeziehung von Clustern, Dichtefunktionaltheorie u. a.). Zum Beispiel veröffentlichte er über die elektronischen Eigenschaften von Plutonium einschließlich der Vorhersage des Phonon-Spektrums und einer frühen Vorhersage eines d-Wellen-Anteils bei Hochtemperatursupraleitern (mit A. Ruckenstein). Er forscht über die Struktur der HTS bei Eisen, Pniktiden und Chalkogeniden, die er für eine neue Klasse stark korrelierter elektronischer Systeme hält.
Er befasst sich auch mit ungeordneten Systemen, zum Beispiel in seiner Dissertation, in der er ein neues Spin-Glas-Modell einführte, dem Einfluss der Unordnung (Anderson-Lokalisierung) bei Supraleitern mit Verunreinigungen und bei Modifikation der Fermi-Flüssigkeits-Theorie bei Unordnung. Als Post-Doktorand befasste er sich mit dem Wachstum von Dendriten.
1986 bis 1988 war er Sloan Fellow, 2003/04 war er Guggenheim Fellow und 1987 erhielt er den Presidential Young Investigator Award der National Science Foundation. 2006 erhielt er mit Dieter Vollhardt, Walter Metzner und Antoine Georges den Agilent Technologies Europhysics Prize 2006 der European Physical Society für die Entwicklung der Dynamical Mean-Field Theory. Für 2020 wurde Kotliar und Georges der Aneesur-Rahman-Preis zugesprochen, für 2022 Kotliar, Georges und Vollhardt die Feenberg-Medaille. 1994/95 war Kotliar Lady Davis Fellow an der Hebrew University. Er war auch Gastprofessor an der Ecole Polytechnique und der École normale supérieure in Paris. 2005 war er Blaise-Pascal-Gastprofessor.
1996/97 war er Associate Editor von Physical Review Letters. 2001 wurde er Fellow der American Physical Society, 2019 Mitglied der National Academy of Sciences, 2022 der American Academy of Arts and Sciences.

## Schriften
- A. Georges, B. Kotliar: Hubbard model in infinite dimensions, Physical Review B, Band 45, 1992, S. 6479
- A. Georges, B. Kotliar, Werner Krauth, Marcelo J. Rozenberg: Dynamical mean-field theory of strongly correlated fermion systems and the limit of infinite dimensions, Reviews of Modern Physics, Band 68, 1996, S. 13–125
- G. Kotliar, A. Ruckenstein:  New Functional Integral Approach to Strongly Correlated Fermi Systems: The Gutzwiller Approximation as a Saddle Point, Phys. Rev. Lett., Band 57, 1986, S. 1362
- Resonating Valence Bonds and D Wave Superconductivity, Phys. Rev. B, Band 37, 1988, S. 3664
- G. Kotliar, J. Liu: The Superexchange Mechanism and D Wave Superconductivity,  Phys. Rev. B, Band 38, 1988, S. 5142
- G. Kotliar, S. Savrasov, K. Haule, V. Oudovenko, O. Parcollet, C. Marianetti: Electronic structure calculations with dynamical mean-field theory, Rev. of Mod. Phys., Band 78, 2006, S. 000865
- V. Anisimov, A. Poteryaev, M. Korotin, A. Anokhin, G. Kotliar: First-principles Calculations of the Electronic Structure and Spectra of Strongly Correlated Systems: Dynamical Mean-field Theory, J. Phys. Cond. Mat., Band 9, 1997, S. 7359–7367
- S. Savrasov, G. Kotliar, E. Abrahams: Electronic correlations in metallic Plutonium within dynamical mean-field picture, Nature, Band 410, 2001, S. 793
- X. Dai, S. Y. Savrasov, G. Kotliar, A. Migliori, H. Ledbetter, E. Abraham: Calculated Phonon Spectra of Plutonium at High Temperatures, Science, Band 300, 2003, S. 953–955.
- X. Y. Zhang, M. Rozenberg, G. Kotliar: Mott transition in the d = infinite Hubbard Model at zero temperature, Phys. Rev. Lett., Band 70, 1993, S. 1666
- M. Rozenberg, G. Kotliar, H. Kajuter, G. A. Thomas, D. H. Rapkine, J. M. Honig, P. Metcalf: Optical Conductivity in Mott Hubbard Systems, Phys. Rev. Lett., Band 75, 1995, S. 105–108
- G. Kotliar, S. Y. Savrasov, G. Palsson, G. Biroli: Cellular Dynamical Mean Field Approach to Strongly Correlated Systems, Phys. Rev. Lett., Band 87, 2001, S. 186401
- C. Castellani, G. Kotliar, Patrick A. Lee: Fermi-Liquid Theory of Interacting Disordered systems and the Scaling Theory of the Metal Insulator Transition, Phys. Rev. Lett., Band 59, 1987, S. 323
- M. C. O. Aguiar, E. Miranda, V. Dobrosavljevic, E. Abrahams, G. Kotliar:  Temperature dependant transport of correlated disordered electrons: elastic vs. inelastic scattering, Europhys. Lett., Band 67, 2004, S. 226–232
- G. Kotliar, P. W. Anderson, D. L. Stein:  One-Dimensional Spin Glass Model with Long Range Random Interactions, Phys. Rev. B, Band 27,  1983, S. 602
- A. Kapitulni,  G. Kotliar: Anderson Localization and the Theory of Dirty Superconductors, Phys. Rev. Lett., Band 54, 1985, S. 473
- E. Ben Jacob, N. Goldenfeld, G. Kotliar, James S. Langer: Pattern Selection in Dendritic Solidification, Phys. Rev. Lett., Band 53, 1984, S. 2110
- K. Haule, J. H. Shim, G. Kotliar : Correlated electronic structure of LaOFeAs,  Phys. Rev. Lett., Band 100, 2008, S. 226402